# Hercule, Pan et Omphale
Hercule, Pan et Omphale (en néerlandais : De als vrouw verklede Hercules trapt Pan van Omphale) est un tableau peint à l'huile par l'artiste flamand Abraham Janssens. Il est conservé au Statens Museum for Kunst de Copenhague.

## Sujet
Le thème de la peinture a été tiré de l'œuvre d'Ovide, les Fastes. Il dépeint un épisode de la vie d'Hercule. Après avoir commis un meurtre, ce dernier devient un serviteur de la reine Omphale de Lydie. Une fois, Omphale et Hercule traversent un col de montagne et se réfugient dans une grotte pour la nuit. Le dieu Pan, un faune, les aperçoit. Dans la grotte, le couple et sa suite festoient. Tout en jouant, Hercule et Omphale échangent leurs tuniques. Enfin, épuisés par le sommeil, ils se couchent chacun de son côté. Au milieu de la nuit, le faune entre dans la grotte, rempli de convoitise pour la reine. Dans l'obscurité, il sentit les robes de velours :

« Il arrive au lit désiré ; il en a touché les étoffes ; jusqu'ici tout semble sourire à ses projets ; mais sa main rencontre le poil hérissé du monstre de Némée ; [2, 340] il frémit, il s'arrête, et recule saisi de frayeur ; ainsi tremble le voyageur à l'aspect du serpent qu'il allait fouler aux pieds. Il sent au lit voisin de doux et fins tissus ; il se laisse prendre à ces apparences trompeuses ; [2, 345] il monte et se place sur le devant de la couche ; la raideur et la dureté de la corne ne seraient que de faibles emblèmes de la violence de ses désirs. Cependant il commence à soulever légèrement la tunique ; les jambes qu'elle recouvre sont velues, et tout hérissées d'un poil rude. Il veut aller plus loin ; le héros de Tirynthe [2, 350] le repousse du coude ; il tombe avec bruit. La reine appelle ses femmes, demande des flambeaux, et les flambeaux qu'on apporte à l'instant éclairent la scène. Le dieu gémit tout meurtri de sa lourde chute, et lève à peine de terre ses membres froissés. [2, 355] »

## Description et interprétation
La scène grotesque a été fidèlement recréée par Janssens. Omphale est allongée nue sur un grand lit. Au pied du lit Éros réveille un putto, soulignant le côté érotique de la scène. Elle est encore légèrement léthargique ou, comme le dit le mythe, ivre de vin. Sa main repose sur la massue d'Hercule en dessous de laquelle se trouve un fragment de peau dépouillé d'un lion de Némée. À côté d'elle se trouve Hercule recouvert d'une robe de velours. Il jette son maître du lit avec son pied droit. Dans la partie supérieure, un serviteur apparaît avec une bougie, censée éclairer et révéler la vérité. Il est estompé, mais illumine toujours les silhouettes. Lorsqu'il est allumé, il symbolise l'amour. Au fond se trouvent plusieurs artefacts symboliques. La carafe est censée faire référence au vin préalablement bu. À côté se trouve un masque théâtral, symbole de progrès, renvoyant ici à l'inversion des rôles qui a conduit au malentendu.
Dans l'Antiquité, les références au travestissement étaient didactiques : elles mettaient en garde contre les manières dont les femmes tentaient de dominer les hommes.